# 칼라브리토
칼라브리토(이탈리아어: Calabritto)는 이탈리아 캄파니아주 아벨리노도의 코무네다.